# Colonia Aurelio Pámanes Escobedo
Colonia Aurelio Pámanes Escobedo är en ort i Mexiko.   Den ligger i kommunen General Pánfilo Natera och delstaten Zacatecas, i den centrala delen av landet, 500 km nordväst om huvudstaden Mexico City. Colonia Aurelio Pámanes Escobedo ligger 2 181 meter över havet och antalet invånare är 229.
Terrängen runt Colonia Aurelio Pámanes Escobedo är huvudsakligen en högslätt. Colonia Aurelio Pámanes Escobedo ligger uppe på en höjd. Runt Colonia Aurelio Pámanes Escobedo är det ganska glesbefolkat, med 24 invånare per kvadratkilometer. Närmaste större samhälle är Villa González Ortega, 15,9 km söder om Colonia Aurelio Pámanes Escobedo. Omgivningarna runt Colonia Aurelio Pámanes Escobedo är i huvudsak ett öppet busklandskap.